# Halcones de Vigo B. C.
El Halcones de Vigo Béisbol Club es una entidad deportiva de la ciudad de Vigo que se dedica al Béisbol. El equipo juega sus encuentros como local en el campo de béisbol de As Plantas, en la parroquia de Bembrive.

## Historia
El equipo nació en el año 2005, y en los años 2006 y 2007 ya fue capaz de conseguir el subcampeonato de la Liga Xunta de Galicia de Béisbol frente al Club Béisbol Cambre. En el año 2008 el club participó por primera vez en la Liga Nacional de Primera División, la segunda categoría del béisbol en España, y en su primer año consiguió el ascenso a la División de honor.
En 2009, la primera presencia del Halcones de Vigo Béisbol Club en la máxima categoría del béisbol nacional remató con una 8ª posición en la tabla clasificatoría, consiguiendo de este modo permanecer por un año más en la categoría. En 2010 el equipo repitió la 8ª posición final en la liga. En la temporada 2011 el equipo acabó la temporada en la 7ª posición.

## Palmarés
- Liga (2)
  - Campeón : 1992, 1994.